# Biserica Sfântul Silvestru din București

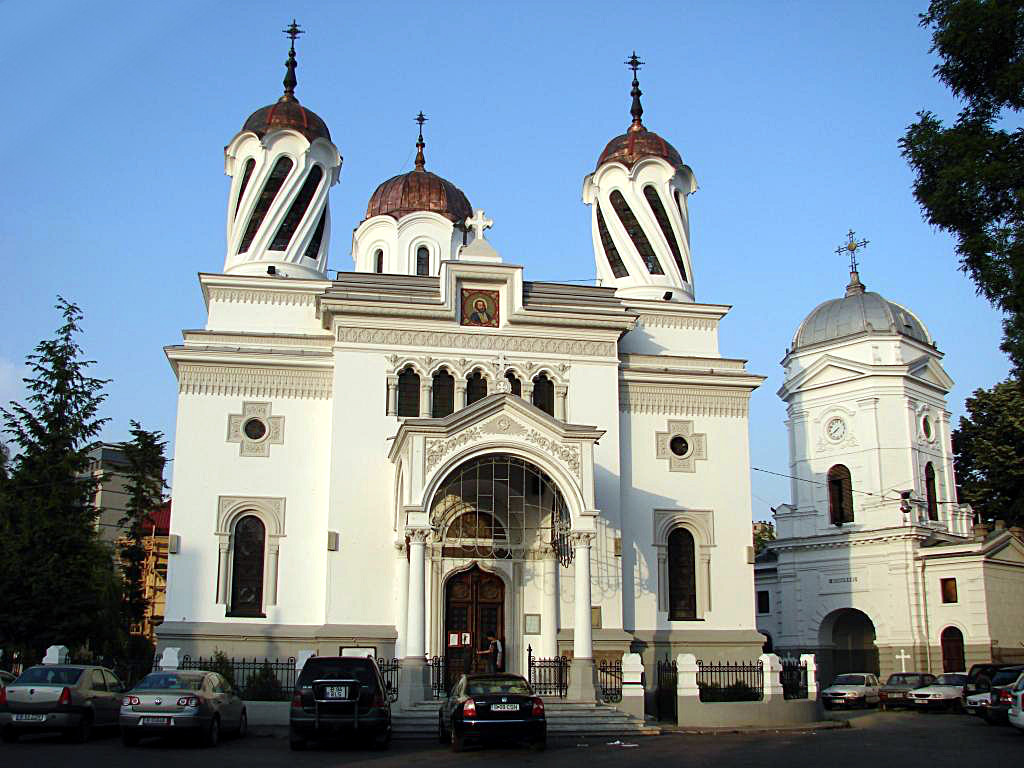
Biserica Sfântul Silvestru

Biserica Sfântul Silvestru este un lăcaș de cult ortodox din București, situat pe strada Silvestru, în sectorul 2. Biserica poartă hramul sfântului Silvestru, papa Romei. Biserica a fost sfințită, în forma ei actuală, în data de 30 septembrie 1907, fiind în prezent, împreună cu turnul cu ceas, monument istoric, cu cod LMI B-II-a-B-19694.

## Istoric
Conform pisaniei datate 15 iunie 1743, o biserică mai veche a fost zidită de către Jupân Pârvu boiangiul și jupâneasa Stanca în mahalaua Silvestrului. Cutremurul din 1802 afectează lăcașul de cult, iar reparațiile sunt suportate de Stanca, nepoata jupânesei Stanca.
Cutremurul din 1838 demolează complet vechiul edificiu și biserica a fost reclădita de Ilie Dimitrie și frații săi Ioan, Stoian, Gheorghe, Radu și alții, și inaugurată la data de 15 martie 1839. Edificiului i se adaugă "tâmpla bisericii", ridicată de Chircol "săpătorul de tâmple". Turnul clopotniței, pe sub care trece Strada Oltarului, este datat 1879.
Între 1904 și 1907 este reconstruită și mărită actuala biserică, prin grija preotului Chiriac Bidoianul și a epitropilor Ion Procopie Dumitrescu. Edificiul a fost proiectat de arhitectul Paul Petricu, iar lucrările au fost conduse de arhitectul Costin Petrescu. Din aceasta perioadă datează și numeroase piese de mobilier ce poartă efigia Bisericii Sfântul Silvestru și care sunt executate de C. Babic.
În anul 3 noiembrie 2002 patriarhul Teoctist a depus în biserică relicvele sfântului Silvestru, pe care cu o lună înainte le primise în cadrul unei slujbe desfășurate în Catedrala San Giovanni in Laterano din Roma.
Aici a slujit Părintele Galeriu, din 1974 până la decesul său, în 2003.

Moaștele Sfântului Silvestru

## Hram
Hramul principal al bisericii este Adormirea Maicii Domnului, prăznuită la 15 august. Cu toate acestea, biserica este cunoscută în principal pentru cel de-al doilea hram al său, Sfântul Silvestru, Episcopul Romei, prăznuit la 2 ianuarie în Biserica Ortodoxă Română și ale cărui moaște sunt păstrate aici.
În urma unei vizite ecumenice din octombrie 2002, efectuate la Sfântul Scaun de către P.F.P Patriarh Teoctist, au fost aduse fragmente din moaștele Sfântului Silvestru păstrate la Bazilica San Giovanni in Laterano, înmânate de cardinalul Camillo Ruini, vicarul general al Romei. Moaștele au fost aduse în Biserica Sfântul Silvestru la data de 3 noiembrie 2002.

## Slujitori
Slujitorii sfântului lăcaș în perioada 1732-1963 sunt menționați în pomelnicul bisericii: 
- Pr. Prof. Dr. Constantin Galeriu (1918-2003), preot paroh între 1974 si 2003.
- Pr. Prof. Dr. Ștefan Alexe[4] (1928-2007), slujitor al Bisericii Sf. Silvestru, trecut la cele veșnice în 2007.
- Pr. Prof. Dr. Nicolae Bordașiu, preot paroh din anul 2003-2009.
- Pr. Dr. Cristian Galeriu, preot slujitor.
- Pr. Lector Drd. Alexandru Gabriel Gherasim, preot paroh din 2009

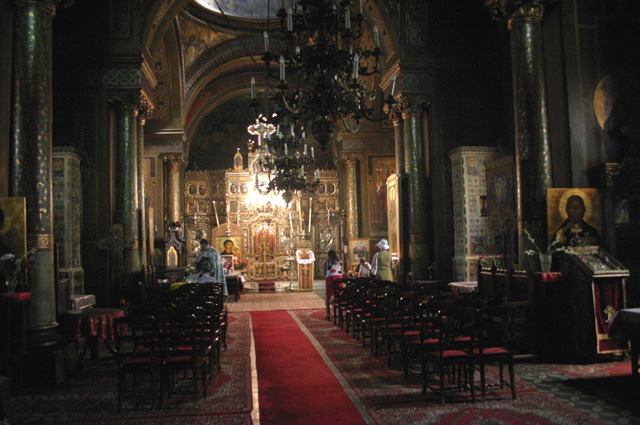
Interior, Biserica Sfantul Silvestru

- Preot Adrian Argintariu
- Diacon Lazăr Eugen
- Diacon Mihai Cozariu

## Descriere
Lungimea bisericii reconstruite la 1907 depașește 25 de metri, pronaosul fiind extins peste mormintele primilor ctitori. Peste pronaos se află două turnuri cu tambur răsucit, dupa modelul turlelor manastirii Curtea de Arges. Deasupra naosului se înaltă turla principală.
Pictura este realizată în stil neo-bizantin cu multe ornamente și decorații florale de către maestrul Costin Petrescu.
Catapeteasma, deși făcută în 1839 de meșterul Chircol, își recapată acum strălucirea, fiind poleită și pictată din nou de Costin Petrescu.
Cele cinci arcade sunt susținute de coloane dispuse câte patru pe fiecare parte. Pe prima arcadă, cea de la sfântul altar, se poate citi îndemnul “Sus sa avem inimile”. Cele două candelabre, cu coroana regală la partea superioară, sunt executate cu contribuția fostului epitrop Teodor Simeon Puzakoff.
Mobilierul – alcătuit din doua scaune arhierești, stranele din naos si pronaos, doua strane ale cântareților și amvonul – a fost executat sculptorul C.M. Babic din lemn de stejar și este datat 1906. Mozaicul, policrom, ce acoperă întreaga suprafață a bisericii, este realizat de către Tamasini.